# Sociedade Americana de Engenheiros Civis

Logo da Sociedade Americana de Engenheiros Civis

A Sociedade Americana de Engenheiros Civis (em inglês:  American Society of Civil Engineers) ou simplesmente ASCE é um órgão profissional isento de impostos fundado em 1852 para representar os membros da profissão de engenharia civil em todo o mundo. Com sede em Reston, Virgínia, é a mais antiga sociedade nacional de engenharia dos Estados Unidos. Sua constituição foi baseada na antiga Boston Society of Civil Engineers de 1848.
A ASCE se dedica ao avanço da ciência e da profissão de engenharia civil e à melhoria do bem-estar humano por meio das atividades dos membros da sociedade. Possui mais de 143 000 membros em 177 países. Sua missão é fornecer valor essencial aos membros, suas carreiras, parceiros e ao público; facilitar o avanço da tecnologia; incentivar e fornecer as ferramentas para a aprendizagem ao longo da vida; promover o profissionalismo e a profissão; desenvolver e apoiar engenheiros civis.